# Groupe µ
 (août 2023).
Si vous disposez d'ouvrages ou d'articles de référence ou si vous connaissez des sites web de qualité traitant du thème abordé ici, merci de compléter l'article en donnant les références utiles à sa vérifiabilité et en les liant à la section « Notes et références ».

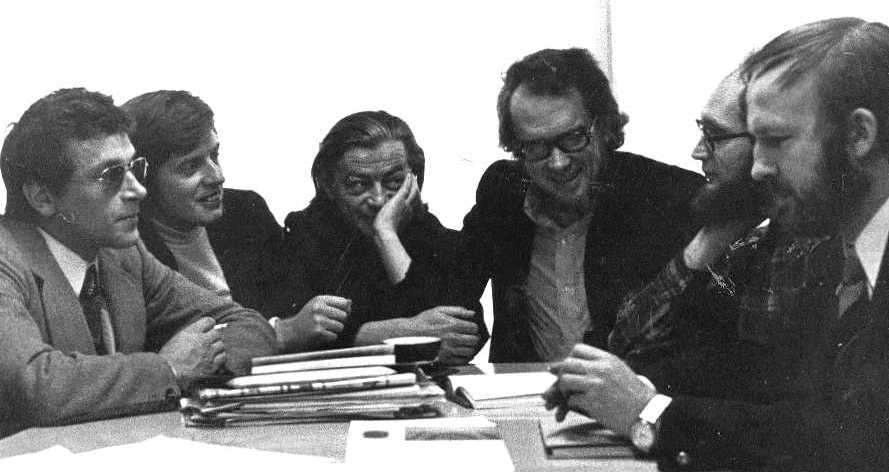
Le Groupe µ en 1970, de gauche à droite : F. Pire, J.-M. Klinkenberg, H. Trinon, J. Dubois, F. Edeline, P. Minguet.

Le Groupe µ (Centre d'études poétiques, Université de Liège, Belgique) poursuit depuis 1967 des travaux interdisciplinaires en rhétorique, en  poétique, en sémiotique et en théorie de la communication linguistique ou visuelle, travaux qu'il signe d'un nom collectif (à l'instar de Bourbaki en mathématiques). Outre les membres titulaires actuels — Francis Édeline, Jean-Marie Klinkenberg —, le Groupe a compté  Jacques Dubois, Francis Pire, Hadelin Trinon et Philippe Minguet. Ses membres associés sont ou ont été Sémir Badir, Maria-Giulia Dondero, chercheurs au FNRS belge, Laurence Bouquiaux, Marcel Otte, Jean Winand, Bénédicte Vauthier, Philippe Dubois. Le Groupe compte également des membres correspondants comme Árpád Vigh ou Göran Sonesson.
Le nom du Groupe renvoie à la lettre grecque µ (« mu »), initiale de métaphore, la plus célèbre des figures de rhétorique, mais aussi de métonymie (le Groupe µ ayant spectaculairement participé au renouveau de la rhétorique dans les années 1960), ou encore de métabole, nom générique des figures.
À côté de leurs travaux individuels en linguistique, en biochimie, en sociologie de la culture, en esthétique et en sémiotique, les membres du Groupe µ ont publié collectivement, outre leurs ouvrages principaux, Collages (1978), Rhétorique, sémiotique (1979), Figuras, conocimiento, cultura. Ensayos retóricos (2003), ainsi qu'une soixantaine d'articles dans des revues comme Communications, Poétique, Versus, Visio, Degrés, Cahiers internationaux de symbolisme, Communication et langage, Era, Revue d'esthétique, Le Français moderne, Texte, Technê, Protée, RS/SI, Nouveaux actes sémiotiques, Les Documents de travail d'Urbino, ou dans des collectifs.
Plusieurs membres du groupe ont signé le Manifeste pour la culture wallonne.

## Synthétisation
Le Groupe µ a participé au renouveau contemporain de la rhétorique en retravaillant le concept de figure de rhétorique. La notion se voyait généralisée à d'autres sémiotiques, comme le récit ou le système de la personne, tandis que la description de la dynamique de production et de réception de la figure introduisait une perspective pragmatique (voir Rhétorique générale, 1970, traduit dans une quinzaine de langues et qui est un classique des sciences humaines). Une distance plus grande encore avec le formalisme structuraliste était prise avec Rhétorique de la poésie (1977), qui montrait que si la présence de certaines structures linguistiques était une condition nécessaire de la production de l'effet poétique, elles n'étaient pas suffisantes, et que des critères anthropologiques et sociaux devaient les compléter. Soucieux d'étendre l'étude du rhétorique à la communication visuelle, le Groupe µ a ensuite élaboré une théorie de cette dernière. Ces recherches sont à l'origine d'un des courants les plus novateurs de la sémiotique visuelle, qui constitue lui-même un apport décisif à la sémiotique générale.

## Vers une rhétorique générale
Dans ses premières années d’existence, à la fin des années 1960, le Groupe µ s’est principalement attelé à des questions de poétique. Conformément aux objectifs de cette discipline, il s’agissait de prendre du champ avec la conception esthétisante de l’œuvre littéraire, en mettant en évidence les structures très générales qui font d’un complexe linguistique une occurrence littéraire. Ces travaux s’inscrivaient donc clairement dans la ligne des propositions de Roman Jakobson, Roland Barthes et Algirdas Julien Greimas. Les concepts élaborés dans le premier travail collectif d’ampleur (Rhétorique générale, 1970) ont contribué au renouveau de la rhétorique en fournissant un modèle explicatif puissant des figures de rhétorique, modèle qui mobilisait les concepts de la linguistique structurale d'alors. Le projet était bien, d’emblée, celui d’une « rhétorique générale »  transdisciplinaire : il s’agissait d’étendre la notion de figure, avec ce que celle-ci suppose (dont une visée cognitiviste et théorie des interactions pragmatiques), à d'autres familles d’énoncés, comme l’image fixe ou le cinéma.

## Rhétorique et littérature
Dans Rhétorique de la poésie (1977) est posée la question du rapport entre les structures rhétoriques et la spécificité littéraire (tout particulièrement poétique). Les premières apparaissent comme une condition nécessaire de la seconde mais, pour approcher cette dernière, une approche de la structure du plan du contenu semble nécessaire (approche dans laquelle la notion d'isotopie joue un rôle central). Cette approche sémantique débouche sur un modèle triadique (cosmos, anthropos, logos) qui oriente la rhétorique et la sémiotique dans une direction anthropologique.

## Sémiotique visuelle et sémiotique générale

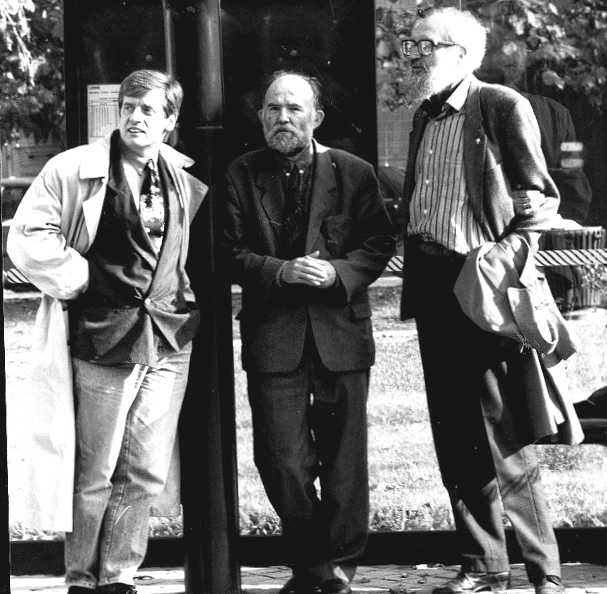
Le Groupe µ en 1991, de gauche à droite : J.-M. Klinkenberg, P. Minguet, F. Edeline.

Le Groupe µ s'était, dès ses débuts, penché sur les faits de communication visuelle. Toutefois, la situation était ici bien différente de ce qu’elle était au moment de l’élaboration de Rhétorique générale. Il existait en effet, dans les années 1960, un corpus de concepts linguistiques immédiatement utilisable : il suffisait donc de l’exploiter pour élaborer une rhétorique linguistique contemporaine. Rien de semblable pour une rhétorique visuelle : ce qui se donnait alors comme « sémiotique visuelle », si l’on exclut les propositions de Christian Metz, Umberto Eco et de Nelson Goodman, n’était en général que de la critique d’art subjective, se présentant sous le déguisement d’un langage technique obscur et approximatif. Avant de se lancer dans une « rhétorique de l’image », le Groupe µ a donc dû élaborer un corpus théorique nécessaire.  C’est là l’origine de sa contribution à la sémiotique visuelle : son Traité du signe visuel (1992) (dont Göran Sonesson a pu dire qu’il était à la communication visuelle ce que le Cours de linguistique générale de Ferdinand de Saussure fut à la linguistique) entend élaborer une grammaire générale de l’image, indépendamment du type de corpus envisagé. 
La distinction fondamentale posée par le Groupe entre signe iconique et signe plastique a permis de penser ce dernier dans son autonomie. Le travail a aussi permis de revisiter la question de l’arbitrarité et de la motivation du signe.
Cette sémiotique visuelle  contribue à son tour à la sémiotique générale : en effet, une question rencontrée à ce stade par le Groupe fut celle des rapports entre l’expérience (sensorielle) et la signification, question qui relève bien de ce niveau de généralité, puisqu’elle rencontre celle de l’origine même du sens. L’originalité de la contribution du Groupe est ici d’avoir jeté un pont entre les disciplines cognitives et une sémiotique souvent immanentiste. Elle montre en effet que le sens s’élabore à partir de percepts élémentaires, intégrant et organisant les stimuli à partir de mécanismes perceptifs spécialisés, dans une démarche d’abstraction visant à catégoriser l’expérience. Le Groupe a ainsi œuvré à l’avènement d’une sémiotique cognitive.

## Le Groupe µaujourd'hui[Quand?]
Actuellement[Quand ?] le groupe travaille sur l'image scientifique. Un ouvrage est en cours de rédaction — sans doute le dernier à être signé « Groupe µ » — qui visera à refonder la sémiotique sur des bases cognitives et pragmatiques.
Les 11 et 12 avril 2008, Sémir Badir et les autres membres du comité scientifique de l'Université de Liège ont organisé un colloque international intitulé « Le Groupe µ. Quarante ans de recherche collective ». Lors de ce colloque, Michel Meyer a tenu à distinguer la dimension des recherches menées par le Groupe µ : « La rhétorique du Groupe Mu est sans conteste l’une de grandes rhétoriques de ce siècle, au même titre que celles de Fontanier et de Du Marsais, par l'intégration de la vision nouvelle, structurale, du langage naturel à la vieille problématique du style et de ses figures »